# Ao no Hako
Ao no Hako (アオのハコ?  lit. La caja azul), conocida como La caja azul en español o Blue Box en inglés, es una serie de manga escrita e ilustrada por Kōji Miura. Comenzó su serialización el 12 de abril de 2021 en la revista Shūkan Shōnen Jump de Shueisha, y hasta el momento se ha recopilado en veintiuno volúmenes tankōbon. Una adaptación de la serie de televisión de anime producida por Telecom Animation Film y TMS Entertainment se estrenó en octubre de 2024.

## Argumento
La serie se centra en Taiki Inomata, un estudiante y miembro del equipo masculino de bádminton del Instituto Eimei. Cada mañana, él siempre entrena con su compañera de un grado más alto y crush Chinatsu Kano, quien es miembro del equipo femenino de basquetbol. Debido a que sus padres se van momentáneamente fuera de Japón, Chinatsu se termina mudando a la casa de la familia de Taiki. Ahora con Chinatsu viviendo con él, Taiki se pone como meta el desarrollar su relación con ella, mientras ambos intentan ir al campeonato nacional con sus respectivos equipos.

## Personajes
Taiki Inomata (猪股 大喜 Inomata Taiki?)
 Seiyū: Shōya Chiba, José Luis Piedra (español latino)
Es el protagonista del manga, es un estudiante de primer año del Instituto Eimei y miembro del equipo de bádminton varonil. Esta enamorado de su compañera Chinatsu Kano.
Chinatsu Kano (鹿野 千夏 Kano Chinatsu?)
 Seiyū: Reina Ueda, Elizabeth Infante (español latino)
Es una de los personajes principales del manga. Es una estudiante de segundo año del Instituto Eimei y miembro del equipo femenino de basquetbol. Su principal objetivo es el de liderar al equipo al campeonato nacional.
Hina Chono (蝶野 雛 Chouno Hina?)
 Seiyū: Akari Kitō, María García (español latino)
Es una estudiante de primer año en el Instituto Eimei y miembro del equipo de gimnasia. Esta enamorada de su compañero Taiki Inomata
Kyo Kasahara (笠原匡 Kasahara Kyō?)
 Seiyū: Chiaki Kobayashi, Álvaro Salarich (español latino)
Es el mejor amigo de Taiki y compañero jugador de bádminton. Tranquilo y observador, a menudo comprende más que nadie. Aunque sarcástico (especialmente con Taiki), es una persona genuinamente bondadosa y sabia.
Kengo Haryu (針生健吾 Haryū Kengo?)
 Seiyū: Yuma Uchida, Emilio Treviño (español latino)
Es un hábil jugador de bádminton del grado de Chinatsu que termina convirtiéndose en mentor y rival de Taiki. Aunque a menudo es duro con Taiki, poco a poco llega a admirar su tenacidad y su creciente habilidad.

## Contenido de la obra

### Manga
Ao no Hako (La caja azul) está escrito e ilustrado por Kōji Miura. Comenzó su serialización el 12 de abril de 2021 en la revista semanal Shōnen Jump de la editorial Shūeisha. Siendo compilado en veintiuno volúmenes tankōbon hasta julio de 2025.
Shueisha publica simultáneamente los capítulos a través de la app y página web de Manga Plus. El manga está siendo publicado en España por Planeta Comic bajo el nombre "La Caja Azul".

#### Lista de volúmenes
| Volumen 1 "Chinatsu Senpai" (千夏先輩) | ISBN                   | Publicado           |
| Volumen 1 "Chinatsu Senpai" (千夏先輩) | ISBN 978-4-08-882731-5 | 4 de agosto de 2021 |
| |                        |                     |
| Contiene los capítulos: - #1 "Chinatsu Senpai" (千夏先輩?) - #2 "Tienes que ir a Las Nacionales" (インターハイ行ってください Intāhai itte kudasai?) - #3 "Pretendiendo ser Desconocidos" (他人のフリ Tanin no Furi?) - #4 "Elegido" (選ばれし者 Erabareshimono?) - #5 "Como la LLamo" (呼び方 Yobikata?) - #6 "Al Menos un Avance" (一歩でも Ippo demo?) - #7 "Estaras Bien" (大丈夫 Daijōbu?) |                        |                     |

| Volumen 2 "Una Chica Normal" (千夏先輩) | ISBN                   | Publicado            |
| Volumen 2 "Una Chica Normal" (千夏先輩) | ISBN 978-4-08-882794-0 | 4 de octubre de 2021 |
| |                        |                      |
| Contiene los capítulos: - #8 "Dobles" (ダブルス Daburusu?) - #9 "Uniforme de Gimnasio" (ジャージ Jāji?) - #10 "El Día Previo" (前日 Zenjitsu?) - #11 "Pre Eliminatorias Regionales" (地区予選 Chiku Yosen?) - #12 "Si El Gana" (あいつが勝ったら Aitsu ga Kattara?) - #13 "Cita" (デート Dēto?) - #14 "Aquario" (水族館 Suizokukan?) - #15 "Una Chica Normal" (普通の女子 Futsū no Joshi?) - #16 "Espiritus Gemelos" (同志 Dōshi?) |                        |                      |

| Volumen 3 "Anota!" "Ippon!"(一本！) | ISBN                   | Publicado          |
| Volumen 3 "Anota!" "Ippon!"(一本！) | ISBN 978-4-08-883007-0 | 4 de enero de 2022 |
| |                        |                    |
| Contiene los capítulos: - #17 "Sin Problema" (問題ないです Mondainai Desu?) - #18 "Deséame Suerte" (がんばれって言って Ganbarette Itte?) - #19 "Llevare tu Mochila" (荷物お運びします Nimotsu Ohakobi Shimasu?) - #20 "Escuchando a Escondidas" (盗み聞き Nusumigiki?) - #21 "¿Puedo Tener Uno?" (一つちょうだい？ Hitotsu Chōdai??) - #22 "Anota!" (一本！ Ippon!?) - #23 "Definitivamente lo Hare!" (絶対入れる！ Zettai Ireru!?) - #24 "Solo es Deporte" (それがスポーツだろ Sore ga Supōtsu Daro?) - #25 "Buen Trabajo" (お疲れ様 Otsukaresama?) |                        |                    |

| Volumen 4 "Una Oportunidad" "Myaku Ari"(脈アリ) | ISBN                   | Publicado          |
| Volumen 4 "Una Oportunidad" "Myaku Ari"(脈アリ) | ISBN 978-4-08-883063-6 | 4 de marzo de 2022 |
| |                        |                    |
| Contiene los capítulos: - #26 "Te Estaré Apoyando" (応援するよ Ōen suru yo?) - #27 "Una Oportunidad" (脈アリ Myaku Ari?) - #28 "Tu Propia Casa" (自分の家 Jibun no Ie?) - #29 "No Es Una Buena Cosa" (良くないこと Yokunai Koto?) - #30 "Acercándonos" (お近づきに Ochikazuki ni?) - #31 "¿Es Una Cita?" (おデートでしょうか O Dēto Deshō ka?) - #32 "Nada cool!" (ダサいぞ！！ Dasai zo!!?) - #33 "Cuando el Debil Gana" (大穴が勝ちをさらう展開 Ōana ga Kachi o Sarau Tenkai?) - #34 "Chicas..." (女の子って Onnanoko tte?) |                        |                    |

| Volumen 5 "Marchemonos" "Ikanaito"(行かないと) | ISBN                   | Publicado          |
| Volumen 5 "Marchemonos" "Ikanaito"(行かないと) | ISBN 978-4-08-883149-7 | 3 de junio de 2024 |
| |                        |                    |
| Contiene los capítulos: - #35 "Algo Interesante" (おもしろいもの Omoshiroi Mono?) - #36 "Marchémonos" (行かないと Ikanaito?) - #37 "Hollaaaa" (もしもーし Moshi Mōshi?) - #38 "Coqueteando" (人たらし Hitotarashi?) - #39 "Poniéndolo a Prueba" (実験中 Jikken-chū?) - #40 "Aquel que es Genial..." (かっこいいのは Kakkoii no wa?) - #41 "Quiero Jugar un Partido de Ida y Vuelta" (ラリーしたいです Rarī Shitai Desu?) - #42 "Algo Imposible" (無理なお話 Muri na Ohanashi?) - #43"¿Cual es su Relación?" (どういう文脈？ Dōiu Bunmyaku??) |                        |                    |

| Volumen 6 "Agosto 26" "8 Tsuki 26-nich"(8月26日) | ISBN                   | Publicado           |
| Volumen 6 "Agosto 26" "8 Tsuki 26-nich"(8月26日) | ISBN 978-4-08-883192-3 | 4 de agosto de 2022 |
| |                        |                     |
| Contiene los capítulos: - #44 "No se Hizo Realidad" (叶ってないよ Kanattenai yo?) - #45 "Agosto 26" (8月26日 8 Tsuki 26-nich?) - #46 "Agosto 26, Parte 2" (8月26日② 8 Tsuki 26-nich ②?) - #47 "Agosto 26, Parte 3" (8月26日③ 8 Tsuki 26-nich ③?) - #48 "Si Tan Solo No Hubiera 1 Año de Diferencia" (1年違えば Ichinen Chigaeba?) - #49 "De Regreso a la Practica Matutina" (また朝練で Mata Asaren de?) - #50 "Mujer Injusta" (ずるい女 Zurui Onna?) - #51 "Esto es Correcto" (このくらいが丁度いい Kono Kurai ga Chōdo Ii?) - #52 "Claro que Quiero Verlo" (見たいでしょ Mitai Desho?) |                        |                     |

| Volumen 7 "Lo sé." "Watashi wa Shitte iru"(私は知ってる) | ISBN                   | Publicado            |
| Volumen 7 "Lo sé." "Watashi wa Shitte iru"(私は知ってる) | ISBN 978-4-08-883259-3 | 4 de octubre de 2022 |
| |                        |                      |
| Contiene los capítulos: - #53 "Haciéndolo Bien" (良くやってるよ Yoku Yatteru yo?) - #54 "Hidratación" (水分補給 Suibun Hokyū?) - #55 "Inomata" (イノマタ君 Inomata-kun?) - #56 "¿Quien Creo que Soy?" (何様だよ Nanisama da yo?) - #57 "Lo sé." (私は知ってる Watashi wa Shitte iru?) - #58 "Derecha e Izquierda" (右と左 Migi to Hidari?) - #59 "No lo Hicimos!" (してないですよ Shitenai Desu yo?) - #60 "Vayamos a Verlo" (観に行こうよ Mi ni Ikō yo?) - #61 "Tengo Planes" (予定あるんだ Yotei Arun da?) |                        |                      |

| Volumen 8 "Una Oportunidad Para Florecer" "Hana ga Saku Made"(花が咲くまで) | ISBN                   | Publicado              |
| Volumen 8 "Una Oportunidad Para Florecer" "Hana ga Saku Made"(花が咲くまで) | ISBN 978-4-08-883389-7 | 2 de diciembre de 2022 |
| |                        |                        |
| Contiene los capítulos: - #62 "¿Que es lo que Dirías?" (なんて言いました？ Nante Iimashita??) - #63 "Ayúdame!" (力を貸してよ！ Chikara o Kashite yo!?) - #64 "Como uno de sus Amigos mas Cercanos" (親友として Shinyū Toshite?) - #65 "No es eso" (そこじゃない Soko ja Nai?) - #66 "Estoy Aquí Para Escuchar" (話なら聞くぞ Hanashi nara Kiku zo?) - #67 "Una Oportunidad Para Florecer" (花が咲くまで Hana ga Saku Made?) - #68 "La Manager" (女子マネージャー Joshi Manējā?) - #69 "Inota!" (いのた！?) - #70 "Un Evento Emocionante" (ワクワクイベント Wakuwaku Ibento?) |                        |                        |

| Volumen 9 "Eso es lo que Se" "Ore wa Wakatteru"(俺はわかってる) | ISBN                   | Publicado            |
| Volumen 9 "Eso es lo que Se" "Ore wa Wakatteru"(俺はわかってる) | ISBN 978-4-08-883433-7 | 3 de febrero de 2023 |
| |                        |                      |
| Contiene los capítulos: - #71 "Campo de Entrenamiento Conjunto" (合同合宿 Gōdō Gasshuku?) - #72 "Dando Vueltas" (ぐるぐる Guruguru?) - #73 "Eso es lo que Se" (俺はわかってる Ore wa Wakatteru?) - #74 "No Necesito una Respuesta" (いらないの Iranai no?) - #75 "Montaña Rusa" (ジェットコースター Jetto Kōsutā?) - #76 "No es lo que Quise Decir" (言うつもり Iu Tsumori?) - #77 "Aun Asi" (それでも Sore de mo?) - #78 "Tu Tambien" (お前もだろ Omae mo Daro?) - #79 "Comprando un Pants" (ジャージ買いに Jāji Kai ni?) - #80 "Porque ese es Quien Soy" (それが私なので Sore ga Watashi Nanode?) |                        |                      |

| Volumen 10 "Ellos Son Uno, y el Mismo" "Sorera wa Onaji Mono Desu"(それらは同じものである) | ISBN                   | Publicado         |
| Volumen 10 "Ellos Son Uno, y el Mismo" "Sorera wa Onaji Mono Desu"(それらは同じものである) | ISBN 978-4-08-883539-6 | 2 de mayo de 2023 |
| |                        |                   |
| Contiene los capítulos: - #81 "Esperaba Que Pudieras Probarlo" (食べてほしくて Tabete Hoshikute?) - #82 "Donde Dule" (痛いところ Itai Tokoro?) - #83 "Déjà Vu" (デジャブ Dejabu?) - #84 "Como La Hizo Sentir" (どんな気持ち Don'na Kimochi?) - #85 "Porque Yo La Odio" (キライだから Kirai Dakara?) - #86 "Admiración" (感嘆 Kantan?) - #87 "Excusas y Ruidosos Argumentos" (言い訳と健全な議論 Iiwake to Kenzen na Giron?) - #88 "No Puedo Quedarme Así" (このままではいられない Kono ma Made wa i Rarenai?) - #89 "Yumeka, Tu..." (ゆめか、あなた Yumeka, Anata?) - #90 "Ellos Son Uno, y el Mismo" (それらは同じものである Sorera wa Onaji Mono Desu?) |                        |                   |

| Volumen 11 "El Sentimiento Mas Poderoso" "Sorera wa Onaji Mono Desu"(それらは同じものである) | ISBN                   | Publicado           |
| Volumen 11 "El Sentimiento Mas Poderoso" "Sorera wa Onaji Mono Desu"(それらは同じものである) | ISBN 978-4-08-883591-4 | 4 de agosto de 2023 |
| |                        |                     |
| Contiene los capítulos: - #91 "El Sentimiento Mas Poderoso" (最強の感情 Saikyō no Fīringu?) - #92 "Cunado Sea Que Estes en Problemas" (悩んでいるときはいつでも Nayan de Iru Toki wa Itsu Demo?) - #93 "Remover" (剥ぎ取る Hagi Toru?) - #94 "¿Han Pasado Ya 2 Años?" (2年経ちましたか？ 2-Nen Tachimashita ka??) - #95 "Esta de Regreso" (イッツ・バック Ittsu Bakku?) - #96 "Nochebuena" (クリスマスイブ Kurisumasu Ibu?) - #97 "¿Tienes Problemas?" (問題がありますか? Mondai ga Arimasu ka??) - #98 "Fin de Año" (年末 Nenmatsu?) - #99 "No te Acobardes" (ためらわないで Tamerawanaide?) |                        |                     |

| Volumen 12 "Necesito Decirte Algo" "Sore wa Totemo Utsukushīdesu"(何か伝えたいことがあります) | ISBN                   | Publicado            |
| Volumen 12 "Necesito Decirte Algo" "Sore wa Totemo Utsukushīdesu"(何か伝えたいことがあります) | ISBN 978-4-08-883690-4 | 4 de octubre de 2023 |
| |                        |                      |
| Contiene los capítulos: - #100 "Quiero Verla" (彼女に会いたい Kanojo ni Aitai?) - #101 "Hoy Tambien" (今日も Kyō mo?) - #102 "Es Tan Hermoso" (それはとても美しいです Sore wa Totemo Utsukushīdesu?) - #103 "Necesito Decirte Algo" (何か伝えたいことがあります Nanika Tsutaetaikoto ga Arimasu?) - #104 "Enero 4, Mediodia" (1月4日正午 1 Tsuki 4-nichi Shōgo?) - #105 "Mantengámoslo en Secreto" (秘密にしておきましょう Himitsu ni Shite Okimashou?) - #106 "Tan Nervioso" (とても緊張 Totemo Kinchō?) - #107 "Tu Estilo de Amor, Chii" (あなたの愛のスタイル、ちぃ Anata no Ai no Sutairu, Chii?) - #108 "Ya Esta Decidido" (もう決まってるよ Mō Kimatteru yo?) |                        |                      |

| Volumen 13 "Challenger" "Chōsen-sha"(挑戦者) | ISBN                   | Publicado              |
| Volumen 13 "Challenger" "Chōsen-sha"(挑戦者) | ISBN 978-4-08-883790-1 | 4 de diciembre de 2023 |
| |                        |                        |
| Contiene los capítulos: - #109 "Enero 15" (1月15日 1 Tsuki 15-nichi?) - #110 "Entrevista" (インタビュー Intabyū?) - #111 "Recompensa" (褒美 Hōbi?) - #112 "Todo Resuelto" (すべてを整理しました Subete o Seiri Shimashita?) - #113 "Desperdicio" (無駄 Muda?) - #114 "Challenger" (挑戦者 Chōsen-sha?) - #115 "Suerte" (ラッキー Rakkī?) - #116 "Es Grosero" (それは失礼です Sore wa Shitsureidesu?) - #117 "Un Gran Paso" (大きな一歩 Ōkina Ippo?) |                        |                        |

| Volumen 14 "Diferencia entre Cursos" "Gurēdo-kan no Chigai"(グレード間の違い) | ISBN                   | Publicado          |
| Volumen 14 "Diferencia entre Cursos" "Gurēdo-kan no Chigai"(グレード間の違い) | ISBN 978-4-08-883848-9 | 4 de marzo de 2024 |
| |                        |                    |
| Contiene los capítulos: - #118 "Ese Tipo de Persona" (そういう人 Sōiu Hito?) - #119 "Casi me Hago de una Idea Equivocada" (危うく間違った考えをしそうになる Ayauku Machigatta Kangae o Shi-sō ni Naru?) - #120 "Unusual" (法外な Hōgaina?) - #121 "Buena Suerte, Senpai" (頑張れ、先輩 Ganbare, Senpai?) - #122 "Nuestra Tus Habilidades" (腕前を披露する Udemae o Hirō Suru?) - #123 "Diferencia entre Cursos" (グレード間の違い Gurēdo-kan no Chigai?) - #124 "Es Bueno Saberlo" (聞いてよかった Kiite Yokatta?) - #125 "Sabes lo que Eso Significa" (それが何を意味するか知っていますか Sore ga Nani o Imi Suru ka Shitte Imasu ka?) - #126 "Toamndo Nuestro Tiempo" (時間がかかる Jikan ga Kakaru?) |                        |                    |

| Volumen 15 "Eso No Puede Ser Cierto" "Sore wa Shinjitsude wa Arimasen"(それは真実ではありません) | ISBN                   | Publicado          |
| Volumen 15 "Eso No Puede Ser Cierto" "Sore wa Shinjitsude wa Arimasen"(それは真実ではありません) | ISBN 978-4-08-884041-3 | 4 de junio de 2024 |
| |                        |                    |
| Contiene los capítulos: - #127 "Me da Escalofrios" (震えるね Furueru ne?) - #128 "Con Hyodo" (兵藤さんと Hyōdō-san to?) - #129 "Con el Correcto Esfuerzo" (正しい努力で Tadashī Doryoku De?) - #130 "Tomo Uno Prestado" (1つ借りています Hitotsu Karite Imasu?) - #131 "Eso No Puede Ser Cierto" (それは真実ではありません Sore wa Shinjitsude wa Arimasen?) - #132 "Lo Entiendo" (わかります Wakarimasu?) - #133 "¿Porque?" (なぜ？ Naze??) - #134 "Vamos" (乗る Noru?) - #135 "No Es Cierto" (それは真実ではない Sore wa Shinjitsude Wanai?) |                        |                    |

| Volumen 16 "Final Game" "Fainaru Gēmu"(ファイナルゲーム) | ISBN                   | Publicado           |
| Volumen 16 "Final Game" "Fainaru Gēmu"(ファイナルゲーム) | ISBN 978-4-08-884133-5 | 2 de agosto de 2024 |
| |                        |                     |
| Contiene los capítulos: - #136 "Go Eimei!" (ゴーエイメイ！ Gō Eimei!?) - #137 "El Chico que la Cargo" (彼女を運んだ男 Kanojo o Hakonda Otoko?) - #138 "Un Dia de Badminton" (バドミントンの日 Badominton no Hi?) - #139 "Lo que ya he Hecho" (やってきたこと Yattekita Koto?) - #140 "El Amor de un Senpai" (先輩としての想い Senpai to Shite no Omoi?) - #141 "Tu Puedes!" (がんばれっ Ganbare Tsu?) - #142 "Final Game" (ファイナルゲーム Fainaru Gēmu?) - #143 "Golpecito en la Frente" (デコピン Dekopin?) - #144 "Vamos a Remplazarlo" (上書きしよっか Uwagaki Shi Yokka?) |                        |                     |

| Volumen 17 "Últimos Fuegos Artificiales" "Saigo no Hanabi"(最後の花火) | ISBN                   | Publicado            |
| Volumen 17 "Últimos Fuegos Artificiales" "Saigo no Hanabi"(最後の花火) | ISBN 978-4-08-884207-3 | 4 de octubre de 2024 |
| |                        |                      |
| Contiene los capítulos: - #145 "Ella en Verdad Es Fuerte" (やっぱり強ぇ Yappari Tsuyo ~e?) - #146 "El Sentimiento Es Mutuo" (お互いさまです Otagai-sama desu?) - #147 "Alguien Secreto" (ひみつのだれか Himitsu no Dare Ka?) - #148 "Si no Hubiéramos Terminado" (別れてなきゃ Wakare Tenakya?) - #149 "Mano de Amabilidad" (優しさの手札 Yasashi-sa no Tefuda?) - #150 "Últimos Fuegos Artificiales" (最後の花火 Saigo no Hanabi?) - #151 "Hola" (こんにちは Kon'nichiwa?) - #152 "Porque Es Tan Bonito" (大切だからこそ Taisetsudakara Koso?) - #153 "No Comas Helado" (アイスクリームを食べない Aisukurīmu o Tabenai?) |                        |                      |

| Volumen 18 "Divertirse" "Tanoshimeyo"(楽しめよ) | ISBN                   | Publicado              |
| Volumen 18 "Divertirse" "Tanoshimeyo"(楽しめよ) | ISBN 978-4-08-884383-4 | 4 de diciembre de 2024 |
| |                        |                        |
| Contiene los capítulos: - #154 "En Aquella Caja" (あの箱には Ano hako ni wa?) - #155 "Podría Ser" (もしかして Moshikashite?) - #156 "Ganando" (勝つ Katsu?) - #157 "La Playa en el Verano" (夏のビーチ Natsu no Bīchi?) - #158 "10 Retos" (10本勝負 10 pon Shōbu?) - #159 "Invitado de Honor" (主賓 Shuhin?) - #160 "Deseo" (願い事 Negaigoto?) - #161 "Gracias Por Cuidar de Nosotros" (お世話になりました Osewa ni Narimashita?) - #162 "Puede que Funcione" (うまくいくかもしれない Umaku iku Kamo Shirenai?) |                        |                        |

| Volumen 19 "Este sentimiento es" "Kono kimochi wa"(この気持ちは) | ISBN                   | Publicado          |
| Volumen 19 "Este sentimiento es" "Kono kimochi wa"(この気持ちは) | ISBN 978-4-08-884410-7 | 4 de marzo de 2025 |
| |                        |                    |
| Contiene los capítulos: - #163 "Ayudar Cuando Alguien Esta en Problemas" (誰かが困っているときに現れる Dareka ga Komatte iru Toki ni Arawareru?) - #164 "Socialmente Torpe" (社会的に不器用 Shakai-teki ni Bukiyō?) - #165 "La Casa Embrujada" (お化け屋敷 Obake Yashiki?) - #166 "Este sentimiento es" (この気持ちは Kono Kimochi wa?) - #167: "Si todavía estoy a tiempo" (まだ間に合うなら Mada Maniaunara?) - #168: "Esta soy yo" (これが私だ Kore ga Watashida?) - #169: "El sello" (あなたのスタンプ Anata no Sutanpu?) - #170: "Hace un año de aquello" (あれから一年 Are kara Ichinen?) - #171: "¿Ya te has rendido?" (諦めついた? Akirame tsuita??) |                        |                    |

| Volumen 20 "Obtendrá la recompensa" "Mukuwa sete Ageru nda"(報わせてあげるんだ) | ISBN                   | Publicado         |
| Volumen 20 "Obtendrá la recompensa" "Mukuwa sete Ageru nda"(報わせてあげるんだ) | ISBN 978-4-08-884510-4 | 2 de mayo de 2025 |
| |                        |                   |
| Contiene los capítulos: - #172: "El “ahora” que tengo ante mí" (眼の前の"今" Me no Mae no" ima"?) - #173: "Déjamelo a mí" (持たせてください Mota sete Kudasai?) - #174: "El baloncesto es lo único" (バスケだけ Basuke Dake?) - #175: "Somos como niñas" (子供なんだ Kodomo na nda?) - #176: "Quiero ser su novio" (恋人でいたい Koibito de Itai?) - #177: "Es indispensable" (欠かせなかった Kaka Senakatta?) - #178: "Gracias" (ありがとね Arigato ne?) - #179: "Ilusión" (幻 Maboroshi?) - #180: "Obtendrá la recompensa" (報わせてあげるんだ Mukuwa sete Ageru nda?) |                        |                   |

| Volumen 21 "¿Echamos un partido?" "Basuke Shiyō"(バスケしよう) | ISBN                   | Publicado          |
| Volumen 21 "¿Echamos un partido?" "Basuke Shiyō"(バスケしよう) | ISBN 978-4-08-884564-7 | 4 de julio de 2025 |
| |                        |                    |
| Contiene los capítulos: - #181: "No volveré a fallar" (もう外さない Mō Hazusanai?) - #182: "Esto es tan divertido que podría echarme a llorar" (泣きそうなほど楽しいんだ Naki-sōna Hodo Tanoshī nda?) - #183: "¿Echamos un partido?" (バスケしよう Basuke Shiyō?) - #184: "Aprobación parental" (親公認だね Oya Kōninda ne?) - #185: "Qué peligro" (ヤバイよね Yabai Yone?) - #186: "Espero que no se sienta solo" (寂しくないといいな Sabishikunai to ī na?) - #187: "Quédate a su lado, ¿vale?" (そばにいてあげてね Soba ni ite agete ne?) - #188: "Cuando te sientas sola" (寂しい時に Sabishī Toki ni?) - #189: "Os lo pido" (お願いします Onegai Shimasu?) |                        |                    |

| Volumen 22 | ISBN                   | Publicado            |
| Volumen 22 | ISBN 978-4-08-884693-4 | 3 de octubre de 2025 |
|            |                        |                      |

#### Capítulos que aún no están en formatotankōbon
- #190: "El destino" (運命なんて Unmei Nante?)
- #191: "Tu turno" (お前の番だ Omae no Banda?)
- #192: "Gracias por cuidar de mí" (お世話になりました Osewa ni Narimashita?)
- #193: "Feliz Año" (あけまして Akemashite?)
- #194: "Para mostrar lo feliz que soy" (幸せの正面に Shiawase no Shōmen ni?)
- #195: "Podemos a quedarnos aquí un rato" (ここにいよ Kokoniyo?)
- #196: "Te quiero" (好き Suki?)
- #197: "Despacito" (徐々に Jojoni?)
- #198: "Hay que pasar a la ofensiva" (攻めないと Semenaito?)
- #199: "Acercamientos" (寄り添って Yorisotte?)
- #200: "Para intimar más" (近づけたらいいな Chikadzuketara ī na?)
- #201. "Lo más importante" (大切に Taisetsu ni?)
- #202. "Tal cual soy" (私のまま Watashi no Mama?)
- #203. "El puzle" (ジグソーパズル Jigusō Pazuru?)
- #204. "Posibilidades" (可能性に Kanōsei ni?)
- #205. "¿Qué estás haciendo?" (何してんだよ Nani Shite nda yo?)
- #206. "Nada, de momento" (まだないよ Madana Iyo?)
- #207. "Bienvenido de nuevo" (おかえり Okaeri?)

### Anime
Se anunció una adaptación de la serie de televisión de anime en el número 51 de Weekly Shōnen Jump de 2023 el 20 de noviembre de 2023. La serie está planeada y producida por TMS Entertainment, animada por Telecom Animation Film y dirigida por Yūichirō Yano, con Yūko Kakihara a cargo de la composición de la serie y Miho Tanino diseñando los personajes. La serie se estrenó el 3 de octubre de 2024, en TBS y sus filiales, y se emitirá durante dos cursos consecutivos. El tema de apertura es "Same Blue" de Official Hige Dandism, y el tema final es "Teenage Blue" de Eve. En julio de 2024, se anunció que Netflix transmitirá la serie.
El 24 de octubre de 2024, la serie tuvieron un doblaje tanto en español latino, el cual fue estrenado por Netflix.
Se anunció la producción de una segunda temporada después de la emisión del episodio final de la primera temporada.

## Recepción
En junio del 2021 fue nominado al séptimo Next Manga Award en la categoría de mejor manga impreso. En agosto del 2021, el primer volumen del manga alcanzó los  aproximadamente 170.000 ejemplares en circulación, en menos de una semana tras su lanzamiento.
Con la salida del quinto volumen del manga, la serie superó 1 millón de copias en circulación. En abril de 2023, el manga alcanzó los 2,3 millones de copias en circulación con la salida del décimo volumen